# Murat (Cantal)

Murat é uma comuna francesa, do departamento de Cantal e na região de Auvérnia-Ródano-Alpes. Estende-se por uma área de 20.26 km². Em 2010 a comuna tinha 1 954 habitantes (densidade: 96,4 hab./km²).
Em 1 de janeiro de 2017 a comuna de Chastel-sur-Murat foi fundida com Murat.